# Grad Kozljak
Grad Kozljak (nemško  Wachsenstein), italijansko  „Cosliacco”) je bil srednjeveški grad, ki je bil pozidan že sredi 11. stoletja, se je nahajal nad zaselkom Kožljak, na zahodnem obronku Učke,  v vzhodnem delu Istre na večstoletni beneško-avstrijski meji. Kozljak se nahaja v vzhodnem delu Istre nad Čepićkim poljem, na zahodnem delu Učke. Grad se nahaja na strmem hribu na 184 m.n.v. 13 km severovzhodno od Labina. Grad je bil opuščen v drugi polovici 17. stoletja, danes o nekdanjem gradu pričajo skromne razvaline.

## Zgodovina
Grad Kozljak je bil najverjetneje zgrajen v drugi polovici 11 stoletju. Zgradili ga je najverjetneje istrski mejni grof Ulrik I. Weimar-Orlamunde. Stara rimska cesta, Pula – Tarastica (današnja Rijeka), je potekala skozi to območje, obstajajo pa le predvidevanja, da je bil grad Kožljak zgrajen na temeljih rimske vojaške postojanke. Istrski mejni grof Ulrik Weimarski je posesti v Istri nad tem območjem dobil z darovnico kralja Henrika IV. iz leta 1064. 
Prvi zapisi o Kozljaku izhajajo iz leta 1102, pod imenom Castrum Josilach. Takrat je Ulrik II. Weimar-Orlamünde, mejni grof v Istrski marki  grad in gospostvo podaril Oglejskemu patriarhu. V vsej svoji zgodovini je imel Kozljak več imen. V srednjem veku so ga imenovali Castrum Gosilach in Coslaco, Wachsenstein so ga imenovali Nemci, Cosliacco pa Italijani in novejše hrvaško Kožljak. Približno šest stoletij je Kozljak veljal za enega pomembnejših gradov na območju reke Raše. Gospostvo Kozljak je obsegalo upravno središče Kozljak, Posert, Letaj, Šušnjevico, Novo Vas, Jasenovik, Grobnik, Brdo, Čepić in Malakras.  
Oglejski  patriarhi so grad in gospostvo podelili fevd Puljski škofiji. Puljska škofija je Kozljak dodeljevala različnim baronom, kateri so bili pod vplivom Goriške grofije, Oglejskih patriarhov in vladarjev bližnje pazinske regije. Od leta 1374, po smrti Goriškega grofa Alberta IV., je spadal Kozljak pazinski Grofiji, katera je istega leta prešla v roke avstrijske družine Habsburg. 
Prvi poznani gospodar Kozljaka je bil Filip de Coslaco iz leta 1234, imenovan tudi Filip Wachsensteinski po zpisih iz leta 1244. Skozi stoletja se je v Kozljaku menjala vrsta vladarjev predvsem zaradi kofliktov med goriško grofijo in oglejskimi patriarhi. V začetku 13. stoletja so patriarhi posest prepustili Goriškim, ki so grad in posest podeljevali v fevd svojim ministerialom.  Leta 1300 je bil Kozljak v posesti Henrika II. Goriškega, 1325 pa v posesti Huga IV. Devinskega. Leta 1331 sta bila njegova naslednika Filip II. in Ulrik Wachsensteinska.  V tistem času so Kozljak imenovali Wachsenstein, njegovi gospodarji pa so uporabljali naziv Wachsenstainski.  Istega leta so Benečani poskušali osvojiti grad in zajeti Filipa II. in Ulrika, katera sta bila obsojen na smrt vendar je jih je vojska oglejskih patriarhov prehitela in osvojila grad. Nekaj let kasneje, leta 1342, pa dajo oglejski patriarhi ponovno Kozljak v fevd in sicer naslednikom Huga Devinskega.  Od leta 1363 pa je bil gospodar fevda Filip Gotniški  ali Guteneški (Filippo di Guteneck), katerega rod je izhajal iz vitezov, ki so imeli za matični grad Gotnik pri Ilirski Bistrici in imenovani tudi Gutenegker, Gvothicar in Wodnikar).  Leta 1374 je goriški grof Albert IV. potrdil Filipu Gotniškemu dedni fevd nad Kozljakom in nekaj drugimi vasicami. Tako je Filip postal novi gospodar Wachsensteina in njegovi nasledniki so posedovali Kozljak vse do leta 1436.
Leta 1385 je Filip Gotniški zgradil Pavlinski samostan nedaleč od Kozljaka. Pavlinski samostan je poznan kot takšen, ko sta Filipova naslednika Nikolaj in Herman leta 1395, podarila samostan s cerkvijo Pavlinskemu redu. Gospodarji Kozljaka so uporabljali samostan kot pokopališče svojcev. Po Filipu je na Kozljaku gospodaril Herman. Leta 1430 pa postane novi gospodar Kozljaka njegov sin, Janez Gotniški (Guteneški) Wachsensteinski,  kateri je poročil Ano Schomberg.  Ker otrok nista imela ga po njegovi smrti nasledi sorodnik, Jurij Moyses (Mojsijević) iz patricijske družine iz Senja. 
Leta 1436 Jurija Mojsijevića nasledijo trije bratje: Martin, Pavel in Jurij I. Mojsijević. Pavel in Jurij sta padla v bojih s Turki in tako postane Martin edini naslednik. Leta 1494 prevzame oblast njegov sin, Jurij II.. Ker ta ni imel potomcev  je leta 1525 Kozljak zapustil sestrinim sinovom. Leta 1529 si bratje Castellano, Jurij Nikolić in Janez Barbo razdelijo nekaj vasic, ki so bile v lasti Kozljaka. Družini Barbo in Nikolić sta ostali na gradu Kozljak. V spodnjem delu je živela družina Nikolić, v zgornjem pa družina Barbo. Leta 1574 bil v kmečkem uporu ubit naslednik Nokolićev, Jožef Nikolić. Družina Barbo Waxensteinskih zapusti Kozljak leta 1620 in se preseli na grad Belaj. Obe družini, Barbo in Nikolić, sta dodali k njihovim priimkom vzdevek Wachsensteinski. Nikolićevi izumrejo v začetku 17. stoleja, njih pa nadomestijo družini Diotalevi in Calotti, kateri so gospodarili nekaj vasem v bližini Kozljaka.

Večino imetja Kozljaka si je na koncu lastil Castellano Barbo Wachsensteinski. Imel je tri sinove: Bernardina, Jurija in Franca. Bernardin je bil gospodar na gradu Pazu, Jurij je gospodaril na gradu Belaju, medtem, ko je Franc ostal na gradu Kozljak z družino Calotti vse do leta 1630.
Jurij se je odselil iz Istre, Franc pa ni imel naslednikov. Tako je večji del Kozljakove lastnine podedoval Barnardinov naslednik. Leta 1668, Franc Karel Barbo proda Wachsensteinsko imetje princu Turjaškemu (Auerspergu), kateri je imel takrat v lasti Pazinsko provinco. S tem je grad Kozljak izgubil vso svojo pomembnost. Med leti  1400 in 1567 je bil še zadnjič obnovljen, po vojni med Avstrijo in Benečani v začetku 17. stoletja pa izgubi ves svoj strateški pomen. Nekaj desetletij za tem se upravljanje Wachsensteina preseli v prelepi Belaj, grad pa je prepuščen propadu. 
Na gradu ali utrdbi Kozljak je na tretjem nivoju bila grajska cerkev, ki je bila najprej manjša enoladijska grajska kapela, potem pa pregrajena v farno cerkev Sv. Hadrijana, ki je bila leta 1834 razširjena. Izven grajskega obzidja se na pokopališču nahajata še dve kapele:  kapela sv. Jurija (v kateri je plošča z glagoljaškim napisom iz 1590) in kapela sv. Križa.

## Zanimivosti
Družina Barbo Waxensteinskih je imela veliko vlogo v zgodovini Istre. Pripadali so stari beneški patricijski družini.  Ena veja se je v 15. stoletju naselila v Istri in v 16. stoletju zavladala v predelih pod habsburško upravo. Takrat so se člani tudi razdelili med katolicizmom in protestantizmom. Eden iz beneške linije je kasneje postal celo papež. V Istri se je pri protestantizmu izpostavil Franc Barbo, ki je na Kozljaku naredil pravi center protestantizma in glagoljaške kulturne tradicije. Leta 1563 je na gradu gostil Štefana Konzula Istrana.
O oholosti, krutosti in nenavadnosti Jožefa Nikolića, ki je bil leta 1574 ubit  v kmečkem uporu imamo dve posebni pisni zapuščini. Valvasor v svoji Slavi Vojvodine Kranjske omenja, da je ta Jurij, ki naj bi živali bolj ljubil kot ljudi, dal konja pokopati po katoliškem obredu. Vladimir Nazor pa po ljudskem izročilu napisal pripovedko po kateri  naj bi prisilil svojo ženo, s katero ni mogel imeti otrok, da je dojila mlade pse. Navaja tudi, da je prakticiral običaj, da so morale neveste prvo poporočno noč prespati pri njemu na gradu.